# Michaëlskerk (Turku)
De Michaëlskerk (Fins: Mikaelinkirkko) is een kerk vernoemd naar de aartsengel Michaël in de Finse stad Turku. De kerk werd in 1905 ontworpen door de Finse architect Lars Sonck. Het was het eerste gebouw van de toen 23-jarige Sonck en hij kreeg deze opdracht na het winnen van een architectuurcompetitie in 1894. Sonck wilde grote veranderingen aanbrengen aan zijn winnende ontwerp, maar zijn opdrachtgevers stonden dat alleen toe in het interieur. Hierdoor is de buitenkant van de kerk hoofdzakelijk neogotisch en het interieur in Nationale Romantiek met art nouveau-elementen.